# Spondylurus turksae
Spondylurus turksae o eslizón de las Islas Turcas, es una especie de escamosos de la familia Scincidae.

## Distribución geográfica
Es endémica de las Turcas, en las islas Turcas y Caicos.

## Estado de conservación
Se encuentra amenazada por la pérdida de su hábitat natural.